# Amady Camara
Amady Camara (* 28. Mai 2005 in Bamako) ist ein malischer Fußballspieler.

## Karriere

### Verein
Camara begann seine Karriere beim AFC Diarra. Zur Saison 2023/24 wechselte er nach Österreich zur zweiten Mannschaft des SK Sturm Graz. Sein Debüt in der 2. Liga gab er im Juli 2023, als er am ersten Spieltag jener Saison gegen den SKN St. Pölten in der 74. Minute für Peter Kiedl eingewechselt wurde.
Im September 2023 debütierte er gegen den SV Leobendorf im ÖFB-Cup für die erste Mannschaft der Grazer. Bei seinem Bundesligadebüt am 12. November 2023, als er in der 65. Spielminute für Bryan Teixeira ins Spiel kam, war er der 4000. Spieler, der in der Bundesliga zum Einsatz kam. Am 15. Februar 2024 kam Camara in der Zwischenrunde der UEFA Europa Conference League 2023/24 zu seinem ersten internationalen Einsatz für die Grazer. Beim 4:1-Heimsieg über Slovan Bratislava im Hinspiel wurde er von Christian Ilzer in der 83. Minute für Alexander Prass eingewechselt und erzielte in Minute 91 den Treffer zum 4:1-Endstand. Insgesamt kam er zu 35 Bundesligaeinsätzen für Sturm, in denen er einen Treffer erzielte. Diesen machte Camara im Mai 2024 im Meisterschaftsfinale gegen den SK Austria Klagenfurt, mit dem Treffer zum 2:0-Endstand fixierte er den Titel für die Grazer.
Im August 2025 wechselte er auf Leihbasis bis zum Saisonende zum FC Nantes in die französische Ligue 1, wobei der Verein eine Option auf eine feste Verpflichtung erhielt.

### Nationalmannschaft
Camara debütierte im September 2024 gegen Mosambik für die malische Nationalmannschaft.

## Erfolge
- Österreichischer Meister: 2024, 2025
- Österreichischer Cupsieger: 2024